# Иън Макдоналд (писател)
Иън Макдоналд (на английски: Ian McDonald) е британски писател на научна фантастика, живеещ в Белфаст.
Сред темите му са нанотехнологиите, влиянието на бързите социални и технологични промени върху незападните общества и посткиберпънк.

## Биография
Макдоналд е роден през 1960 в Манчестър в семейството на шотландец и ирландка, но когато той е на пет години, семейството се преселва в Белфаст и оттогава живее там. Преживял е времето на размирните години (на английски: Troubles) (1968 – 99) и е силно повлиян от развитието на Северна Ирландия, като пост-колониална държава, изградена върху по-стара култура. Още от малък харесва научна фантастика, запален е по телевизията, започва да пише на 9 години, на 22 продава първия си разказ на едно списание в Белфаст, а от 1987 г. се отдава изцяло на писане. Работил е и в консултантска компания, изработвала сценариите за североирландската продукция Sesame Tree.
Макдоналд е известен с произведенията си, в които действието се развива в развиващи се страни. Романът му 'Chaga Saga' от 90-те прави анализ на кризата със СПИН в Африка. „Реката на боговете“ (на английски: River of Gods) (2004) се развива в Индия в средата на 21 век, действието в „Бразилия“ (2007) прескача между 18 век и две различни десетилетия на 21 век в Южна Америка, а събитията в „Дервишката къща“ (2010) протичат в Турция от 21 век.

## Произведения

### Самостоятелни романи
- Out on Blue Six (1989)
- The Broken Land (1992) – издаден и като „Hearts, Hands and Voices“
- Kling Klang Klatch (1992) – графичен роман, с илюстрации на Дейвид Литълтън
- Scissors Cut Paper Wrap Stone (1994)
- Necroville (1994) – издаден и като „Terminal Café“
- Terminal Cafe (1994)
- Sacrifice of Fools (1996)
- River of Gods (2004)
- Brasyl (2007)
- The Dervish House (2008)
Дервишката къща, изд.: „Алтера“, София (2015), прев. Катя Попова

### Серия „Пътят на опустошението“ (Desolation Road)
1. Desolation Road (1988)
2. Ares Express (2001)

### Серия „Чага“ (Chaga)
1. Evolution's Shore (1995) – издаден и като „Chaga“
2. Kirinya (1998)
3. Tendeleo's Story (2000)

### Серия „Евърнес“ (Everness)
1. Planesrunner (2011)
Беглец по равнините, изд.: „Артлайн Студиос“, София (2015), прев. Петър Тушков
2. Be My Enemy (2012)[4]
Бъди ми враг, изд.: „Артлайн Студиос“, София (2016), прев. Петър Тушков
3. Empress of the Sun (2013)[5]
Императрицата на слънцето, изд.: „Артлайн Студиос“, София (2017), прев. Петър Тушков

### Серия „Луна“ (Luna)
1. New Moon (2015)[6]
Луна. Новолуние, изд.: „Артлайн Студиос“, София (2016), прев. Йоана Гацова
2. Wolf Moon (2017)
3. Moon Rising (2019)

### Сборници
- Empire Dreams (1988)
- King of Morning, Queen of Day (1991)
- Speaking in Tongues (1992)
- Cyberabad Days (2009)

### Разкази
- The Island of the Dead (1982)
- Unfinished Portrait of the King of Pain by Van Gogh (1988)
- Visits to Remarkable Cities (1988)
- Speaking in Tongues [short story] (1990)
- Toward Kilimanjaro (1990)
- Fragments of an Analysis of a Case of Hysteria (1991)
- Brody Loved the Masai Woman (1992)
- Some Strange Desire (1993)
- Blue Motel (1994)
- Steam (1995)
- The Time Garden (1995)
- Islington (1996)
- Recording Angel (1996)
- After Kerry (1997)
- The Five O'Clock Whistle (1997)
- The Days of Solomon Gursky (1998)

## Награди
- Награда Небюла номинация (1989): Unfinished Portrait of the King of Pain by Van Gogh
- Награда Артър Кларк номинация (1990): Desolation Road[7]
- Награда Локус за първи роман (1989): Desolation Road
- Награда Филип Дик за най-добър сборник (1991): King of Morning, Queen of Day[8]
- Награда Локус номинация (1992): King of Morning, Queen of Day[9]
- Награда Артър Кларк номинация (1993): Hearts, Hands, and Voices[10]
- Награда на британската асоциация за научна фантастика номинация (1992): Hearts, Hands, and Voices[9]
- World Fantasy Award for Best Short Fiction номинацияя (1994): Some Strange Desire
- Награда Филип Дик номинация (1994): Scissors Cut Paper Wrap Stone[11]
- Награда на британската асоциация за научна фантастика номинация (1994): Necroville[11]
- Награда Джон Кембъл номинация (1996): Evolution's Shore
- Награда на британската асоциация за научна фантастика номинация (1995): Chaga[12]
- Награда Джон Кембъл номинация (1996): Chaga[13]
- Kurd-Laßwitz-Preis (1999): Sacrifice of Fools
- Награда Теодор Стърджън (2001): Tendeléo's Story
- Награда на британската асоциация за научна фантастика (2004): River of Gods[14]
- Награда Артър Кларк номинация (2005): River of Gods[15]
- Награда Хюго номинация (2005): River of Gods[15]
- Награда Хюго за най-добра кратка повест (2007): The Djinn's Wife
- Награда Хюго номинация (2008): Brasyl
- Награда на британската асоциация за научна фантастика (2007): Brasyl
- Warwick Prize for Writing (2008/9) номинация: Brasyl
- Награда Джон Кембъл номинация (2008): Brasyl[16]
- Награда Локус номинация (2008): Brasyl[16]
- Награда Небюла номинация (2008): Brasyl[16]
- Награда Хюго номинация (2011): The Dervish House
- Награда Локус номинация (2011): The Dervish House
- Награда Артър Кларк номинация (2011): The Dervish House
- Награда Джон Кембъл (2011): The Dervish House
- Награда на британската асоциация за научна фантастика (2011): The Dervish House